# Готтфрід фон Крамм
Готтфрід фон Крамм (нім. Gottfried von Cramm; 7 липня 1909 — 9 листопада 1976) — колишній німецький тенісист.
Найвищу одиночну позицію світового рейтингу — 1 місце досяг 1937 року (за даними ITHF).
Здобув 45 одиночних титулів.
Перемагав на турнірах Великого шолома в одиночному, парному та змішаному парному розрядах.
Завершив кар'єру 1952 року.

## Особисте життя
У квітні 1937 Крамма допитувало гестапо з приводу доносу за гомосексуальність від хлопця-повії на нього та його друзів. 5 березня 1938 року фон Крамма заарештували і судили за звинуваченням у гомосексуальних стосунках з Манассе Гербстом, молодим галицьким єврейським актором і співаком. Під час слідства Крамм визнав ці стосунки, які тривали з 1931 по 1934 рік і розпочалися незадовго до того, як він одружився зі своєю першою дружиною. Знайомство відбулося у знаменитому берлінському гей-барі «Ельдорадо». 14 березня фон Крамма засудили до одного року позбавлення волі, з якого він відсидів шість місяців.

## Фінали турнірів Великого шолома

### Одиночний розряд (2–5)
| Результат | Рік  | Турнір               | Покриття | Суперник      | Рахунок                 |
| --------- | ---- | -------------------- | -------- | ------------- | ----------------------- |
| Перемога  | 1934 | Чемпіонат Франції    | Ґрунт    | Джек Кроуфорд | 6–4, 7–9, 3–6, 7–5, 6–3 |
| Поразка   | 1935 | Чемпіонат Франції    | Ґрунт    | Фред Перрі    | 3–6, 6–3, 1–6, 3–6      |
| Поразка   | 1935 | Вімблдонський турнір | Трава    | Фред Перрі    | 2–6, 4–6, 4–6           |
| Перемога  | 1936 | Чемпіонат Франції    | Ґрунт    | Фред Перрі    | 6–0, 2–6, 6–2, 2–6, 6–0 |
| Поразка   | 1936 | Вімблдонський турнір | Трава    | Фред Перрі    | 1–6, 1–6, 0–6           |
| Поразка   | 1937 | Вімблдонський турнір | Трава    | Дон Бадж      | 3–6, 4–6, 2–6           |
| Поразка   | 1937 | Чемпіонат США        | Трава    | Дон Бадж      | 1–6, 9–7, 1–6, 6–3, 1–6 |

### Парний розряд (2–1)
| Результат | Рік  | Турнір              | Покриття | Партнер        | Суперники                       | Рахунок            |
| --------- | ---- | ------------------- | -------- | -------------- | ------------------------------- | ------------------ |
| Перемога  | 1937 | Чемпіонат Франції   | Ґрунт    | Геннер Генкель | Вернон Кербі Норман Фаркухарсон | 6–4, 7–5, 3–6, 6–1 |
| Перемога  | 1937 | Чемпіонат США       | Трава    | Геннер Генкель | Дон Бадж Джин Мако              | 6–4, 7–5, 6–4      |
| Поразка   | 1938 | Чемпіонат Австралії | Трава    | Геннер Генкель | Джон Бромвіч Адріан Квіст       | 5–7, 4–6, 0–6      |

### Мікст (1 перемога)
| Результат | Рік  | Турнір               | Покриття | Партнер                    | Суперники                     | Рахунок  |
| --------- | ---- | -------------------- | -------- | -------------------------- | ----------------------------- | -------- |
| Перемога  | 1933 | Вімблдонський турнір | Трава    | Гільде Кравінкель-Сперлінг | Мері Гіллі Норман Фаркухарсон | 7–5, 8–6 |